# Frauenschaft
La NS-Frauenschaft (NSF), en français : « la Ligue nationale-socialiste des femmes », pouvant aussi être abrégée en Frauenschaft, est une ancienne organisation politique féminine nationale-socialiste.
La NS-Frauenschaft a été fondée en octobre 1931 et dissoute en 1945.

## Organisation
La NSF est créée en 1931 par la fusion de plusieurs associations nationalistes et nationales-socialistes, notamment de la « Deutschen Frauenorden » (DFO), fondée en 1926. Elle est subordonnée au Parti national-socialiste des travailleurs allemands. Il s'agit de la branche féminine du Front du travail (Deutsche Arbeitsfront), le syndicat nazi.
Elle est la poursuite logique des Bund Deutscher Mädel (BDM), dont étaient membres les Allemandes de quatorze à dix-huit ans. Cependant, les adolescentes peuvent rejoindre le NSF dès l'âge de quinze ans. Aussi, la BDM Werk Glaube und Schönheit est une organisation qui permet aux jeunes filles de 17 à 21 ans, qui le souhaitent, de se préparer à entrer au Frauenschaft.
Selon sa présidente, l’organisation fonctionnait ainsi au niveau local : « Une ou deux fois par mois, nos responsables régionales réunissaient les femmes par petits groupes pour leur parler de nos objectifs et leur donner l’occasion de se rencontrer - sans hommes ».

## Idéologie
L'organisation vise à diffuser chez les femmes allemandes l'adhésion à l'idéologie nationale-socialiste et le soutien aux dirigeants du parti et de l’État. Elle vise ainsi à étendre le modèle de la femme nationale-socialiste en conformité avec la politique définie par le régime. Le national-socialisme reprend, mais avec des objectifs différents (former la femme allemande), l'adage parfois attribué à l'empereur Guillaume II « Kinder, Küche, Kirche », soit : « Les enfants, la cuisine et l'église ».

### Orienter les femmes vers certaines professions
Il s'agit d'inciter les femmes à travailler mais en les orientant dans la mesure du possible vers des métiers perçus comme d'essence non masculine, par exemple institutrice ou infirmière. 
Le national-socialisme n'est pas hostile à ce que des femmes jouent un rôle de premier plan dans de nombreux domaines comme le prouvent notamment les exemples de Leni Riefenstahl et d'Hanna Reitsch, figures qui seront glorifiées par le régime qu'elles serviront jusqu'à la fin. 
Il s'agit aussi de faire en sorte que les femmes ne travaillent pas pour de l'argent, en conformité avec le mépris du matérialisme que le régime prétend diffuser dans la société. En 1938, la présidente de l'organisation, Gertrud Scholtz-Klink, déclare : « La femme allemande doit travailler physiquement et mentalement, elle doit renoncer au luxe et au plaisir », ce qui indique la double volonté de ne pas éloigner les femmes du travail tout en écartant l'individualisme.

### Mobiliser les femmes pour atteindre les objectifs économiques et sociaux du régime
La ligue participa à la promotion de la politique d'autarcie défendue par le régime. Elle incita les femmes à consommer des produits allemands au détriment des produits importés. Pendant la guerre, la ligue contribua à la distribution gratuite de denrées et à l'attribution de domestiques de l'OST-Arbeiter (des travailleurs forcés venus des territoires de l'Est) pour le compte de familles nombreuses.  

### Relayer la propagande du régime
La propagande du régime utilisa la Ligue comme outil pour relayer les messages qu'elle voulait faire passer auprès du public féminin. Ainsi, la Ligue possédait son propre organe de presse, un magazine bihebdomadaire intitulé NS-Frauen-Warte (de) et pouvait contribuer à renforcer la propagande de l’État national-socialiste.

### Réduire le rôle de la mère dans l'éducation des enfants au profit de l'État et du parti
Sous le national-socialisme, l'éducation tend à être progressivement retirée aux familles au profit de l’État. Le national-socialisme souhaite embrigader la jeunesse grâce à des organisations contrôlées par l’État et le parti. 
Au mépris des anciennes traditions éducatives, il incite les enfants à se rebeller contre leurs parents et à les dénoncer si ces derniers s'opposent au régime : ceci sera d'ailleurs le thème du film Le Jeune Hitlérien Quex.
Le national-socialisme n'exalte pas la famille traditionnelle : plus que la femme comme principale éducatrice et responsable de ses enfants, c'est la procréatrice que le régime célèbre, comme en témoigne la création des Lebensborn.

### Extirper l'influence des Églises sur l'éducation des enfants
Très hostiles aux traditions chrétiennes allemandes catholiques et protestantes, Hitler et les nationaux-socialistes cherchent à réduire au minimum l'influence des Églises dans la vie sociale et l'éducation des enfants et donc chez les femmes. L'embrigadement obligatoire dans la Hitler Jugend sera en particulier une source de conflits avec l'Église catholique, hostile à la dissolution de ses formations de jeunesse.

## Influence
Gertrud Scholtz-Klink, la présidente de l'organisation, appelle les membres du NSF « mes femmes » ou « mes filles ». Elle a une réelle influence sur les femmes membres du parti national-socialiste, qui représentent une partie très importante des effectifs.
Le 31 décembre 1932, la NSF comptait 109 320 membres. En 1938, elle en comptait 2 millions, correspondant à 40 % du nombre total des membres du parti.

## Présidence
| Portrait                                                               | Identité                             | Période         | Période | Durée  |
| Portrait                                                               | Identité                             | Début           | Fin     | Durée  |
| ---------------------------------------------------------------------- | ------------------------------------ | --------------- | ------- | ------ |
| Pas de portrait sous licence libre disponible pour Lydia Gottschweski. | Lydia Gottschweski (d) (1906 - 1989) | 1931            | 1934    | 3 ans  |
| Gertrud Scholtz-Klink                                                  | Gertrud Scholtz-Klink (1902 - 1999)  | 24 février 1934 | 1945    | 11 ans |